# Уроборос
Уроборос (на старогръцки: οὐροβόρος, от οὐρά „опашка“ и βορός „ядящ“, букв. „ядящ опашката си“; на латински: Uroboros, Ouroboros) е един от най-древните, широко разпространени из различни култури символи – змия, захапала опашката си (понякога също един или два дракона). Произходът на символа се губи в древността и е невъзможно да се установи историческият период и конкретната култура, от които произхожда.
Уроборосът е символ на безкрайността, на вечния кръговрат и единството на противоположностите. Змията, захапала опашката си, символизира че на всеки край съответства ново начало във вечно повторение, че приключването на даден път или процес означава ново начало. Освен символиката за вечно самообновяващата се змия, заключените в кръг животни носят метафора за цикличното повторение – кръговратът на годишните времена, преходността на света и новото му сътворение, смъртта и раждането.
В символиката на алхимията, уроборосът е символът на затворен и циклично протичащ се процес на преобразуване на материята, състоящ се в нагряване, изпарение, охлаждане и кондензация на течност, чрез което субстанциите трябва да се свържат. При това затворената в кръг змия често се заменя с две същества, свързани чрез устите и опашките си, като горното същество символизира течността (летящ дракон).
Символ е също така на философския камък, който би трябвало да се състои от един безценен материал и от един – без стойност.
В аналитичната психология, уроборосът се използва като метафора за ранна детска фаза на развитие, в която все още няма осъзнато диференциране между вътрешния и външния свят и все още не е възприета полова идентичност. Едва осъзнаването на „Аз“-а води до разкъсване на уробористичната фаза и разделя света на матриархален и патриархален.

## В изкуството
Михаел Енде използва символа на уроборос в своята книга „Приказка без край“.
Във фентъзи поредицата „Колелото на времето“ на Робърт Джордан змията, захапала опашката си, е символ на Айез Седай.
Във втората част на фентъзи поредицата „Двор от рози и бодли“ на Сара Дж. Маас змията Уроборос е обрамчила вълшебно огледало, в което този, който се осмели да се огледа, вижда всичко добро и зло в себе си от началото до края на своя живот и или погива, или овладява, приема и обиква себе си.
Реймънд Хури публикува трилъра „Мисия Уроборос“.
Крис Картър (Chris Carter) използва символа като знак за хилядолетие.
Лукяненко използва Уроборос в една от книгите си за патрулите – мисията в Шотландия с „Венецът на всичко“.